# Гетсиманський сад
Гетсима́нський сад, Гефсима́нія, Ге(ф/т)сима́н (грец. Γεθσημαν від іврит גת שמנא, трансліт. гат шманім'; івр. גת שמנא, трансліт. гат шамна, дос. «оливкова давильня») — оливковий сад, розташований у нижній частині Оливкової гори біля струмка Кедрон на схід від центру Старого міста в Єрусалимі (тепер Ізраїль).

## Згадування у Євангеліях
Гефсиманія відома з прадавнього, біблійного часу. Згідно з Євангеліями, саме тут було схоплено Христа  (Мф. 26:36; Мк. 14:32-53; Лк. 22:39-53; Ів. 18:1-13):
|  | - Тоді з ними приходить Ісус до місцевости, званої Гефсиманія, і промовляє до учнів: Посидьте ви тут, аж поки піду й помолюся отам. (Мф. 26:36) - І приходять вони до місцевости, на ім'я Гефсиманія, і каже Він учням Своїм: Посидьте ви тут, поки Я помолюся. І, взявши з Собою Петра, і Якова та Івана, Він зачав сумувати й тужити... І сказав Він до них: Обгорнена сумом смертельним душа Моя! Залишіться тут і пильнуйте! І Він відійшов трохи далі, припав до землі, та й благав, щоб, як можна, минула Його ця година. І благав Він: Авва-Отче, Тобі все можливе: пронеси мимо Мене цю чашу!... А проте, не чого хочу Я, але чого Ти... І вернувся, і знайшов їх, що спали, та й каже Петрові: Симоне, спиш ти? Однієї години не зміг попильнувати? Пильнуйте й моліться, щоб не впасти в спокусу, бадьорий бо дух, але немічне тіло! І знову пішов і молився, те саме промовивши слово. А вернувшись, ізнову знайшов їх, що спали, бо зважніли їм очі були. І не знали вони, що Йому відказати... І вернувсь Він утретє, та й каже до них: Ви ще далі спите й спочиваєте? Скінчено, надійшла та година: у руки грішникам ось видається Син Людський!... Уставайте, ходім, ось наблизивсь Мій зрадник... І зараз, як Він ще говорив, прийшов Юда, один із Дванадцятьох, а з ним люди з мечами та киями від первосвящеників, і книжників, і старших. А зрадник Його дав був знака їм, кажучи: Кого я поцілую, то Він, беріть Його, і обережно ведіть. І, прийшовши, підійшов він негайно та й каже: Учителю! І поцілував Його... (Мк. 14:32-45) |

## Християнські церкви Гетсиманії
У християнській традиції Гетсиманський сад вшановується як одне з місць Страстей Христових і тому відвідується прочанами. Ще перший історик Християнської церкви кін. ІІІ — поч. IV ст.ст. Євсевій Кесарійський писав у своєму «Ономастикону», що до Гетсиманського саду біля підніжжя Оливкової гори вчащають вірники на молитви.
Починаючи від 1681 року Гетсиманський сад перебував під контролем францисканців. 
Відомо, що на місці моління Ісуса в IV столітті було збудовано церкву, пізніше зруйновану. Однак, у середині XII століття церкву було відновлено.
У теперішній час у Гефсиманії розташовані декілька християнських церков:
- католицька Церква Всіх Націй. Збудована в 1919—24 роках. 
Храм має 12 куполів з 12 гербами держав, що фінансували його зведення. Мури прикрашені мозаїками: «Гетсиманське моління», «Зрадження Спасителя» і «Взяття Христа під варту». Перед вівтарем міститься камінь, на якому, за переказом, молився Ісус в ніч свого арешту. При Церкві діє францисканський монастир.

- Православна Церква Святої Марії Магдалини. Збудована російським царем Олександром III у пам'ять про його мати царицю Марію Олександрівну.
Церква є взірцем архітектури російського стилю, має сім маківок-«цибулин». Всередині іконостас з білого мармуру з  бронзовим орнаментом, підлогу виконано з різнобарвного мармуру. У храмі містяться ікони пензля Василя Верещагіна. При храмі діє жіночий Гетсиманський монастир Віфанської общини Воскресіння Христового РПЦЗ[2].

В Гетсиманському саду дотепер збереглося вісім древніх оливкових дерев, вік яких обчислюється близько 2 тисячами років.
Поруч з Гетсиманським садом знаходиться Церква Святого Сімейства, перебудована в XII столітті на місці якої 326 року імператриця Олена звела першу церкву. У її напівпідземному приміщенні містяться Гробниця Богородиці і гробниці її батьків - Йоакима і Анни (праворуч від вівтаря) і Йосипа Обручника (ліворуч від вівтаря). У найнижчій частині храму, в печері, закритій мармуровою плитою, міститься гробниця, куди апостоли поклали тіло Діви Марії після її смерті. Гробницю було відкрито за рішенням Третього Константинопольського собору і в ній було виявлено пояс і поховальні речі. Церква належить греко-православній церкві, але є також представництва російської, коптської, сирійської і вірменської общин.

## Галерея

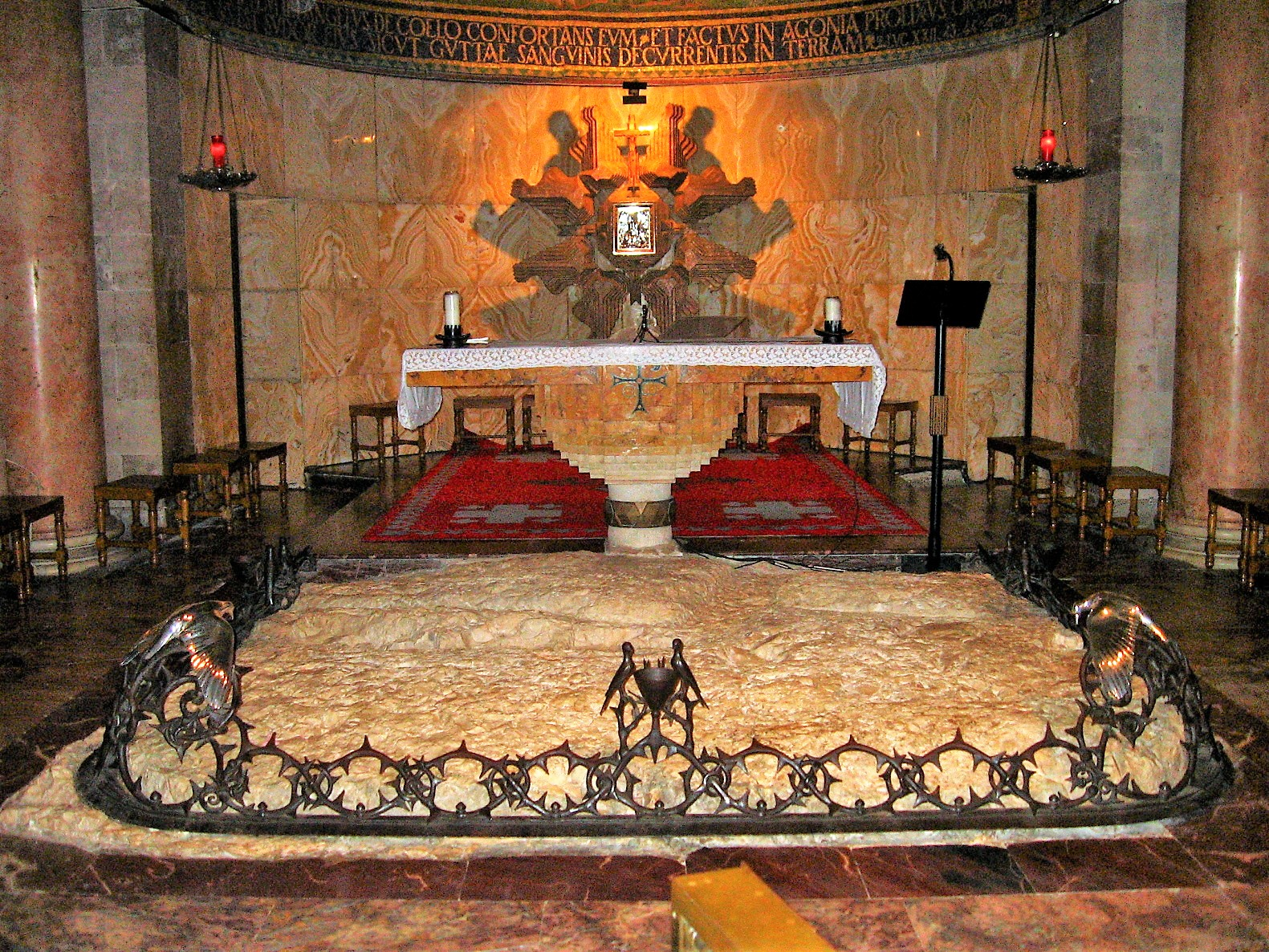
Камінь на якому молився Христос у вівтарі «церкви всіх націй»
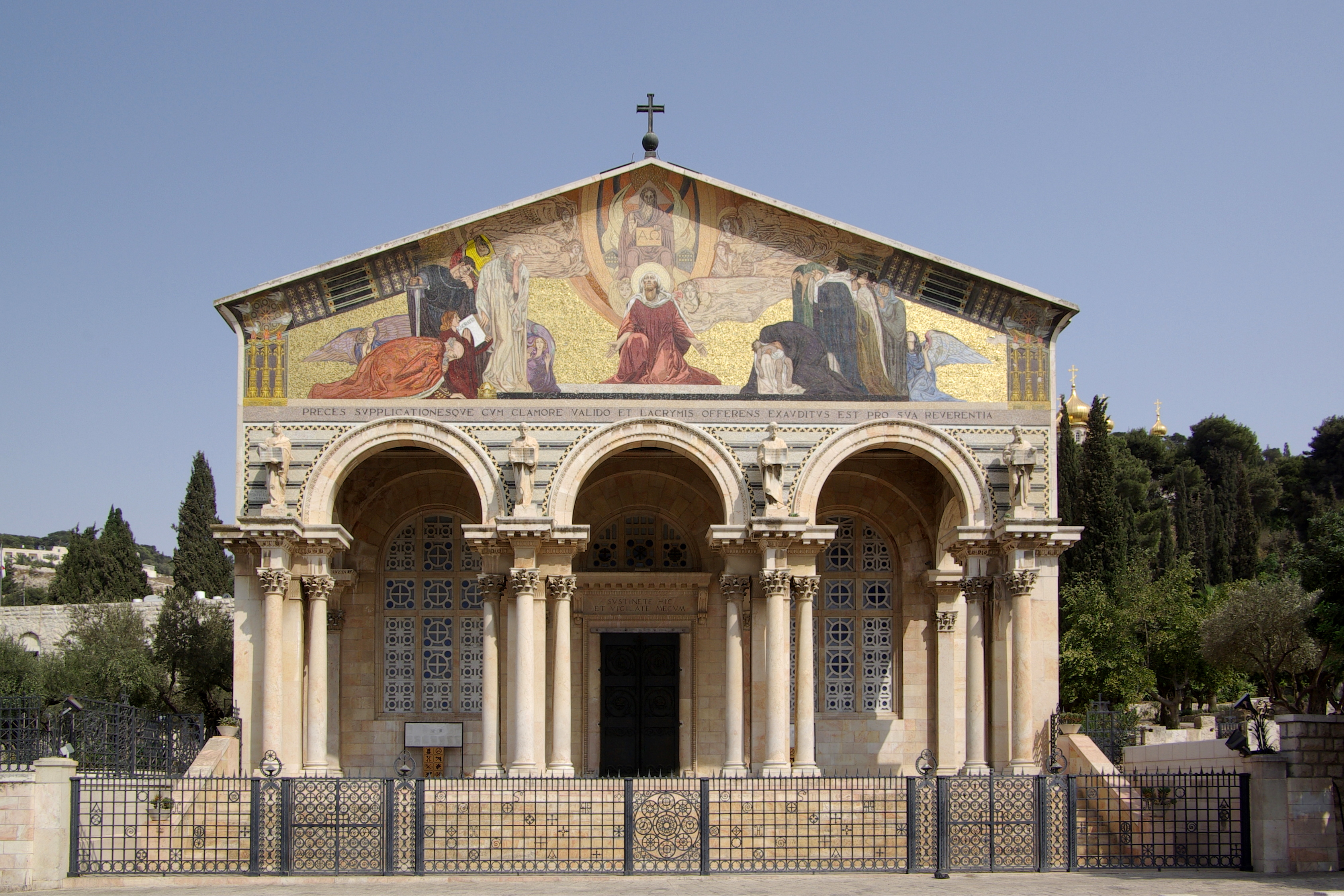
Церква Всіх Націй, 1996
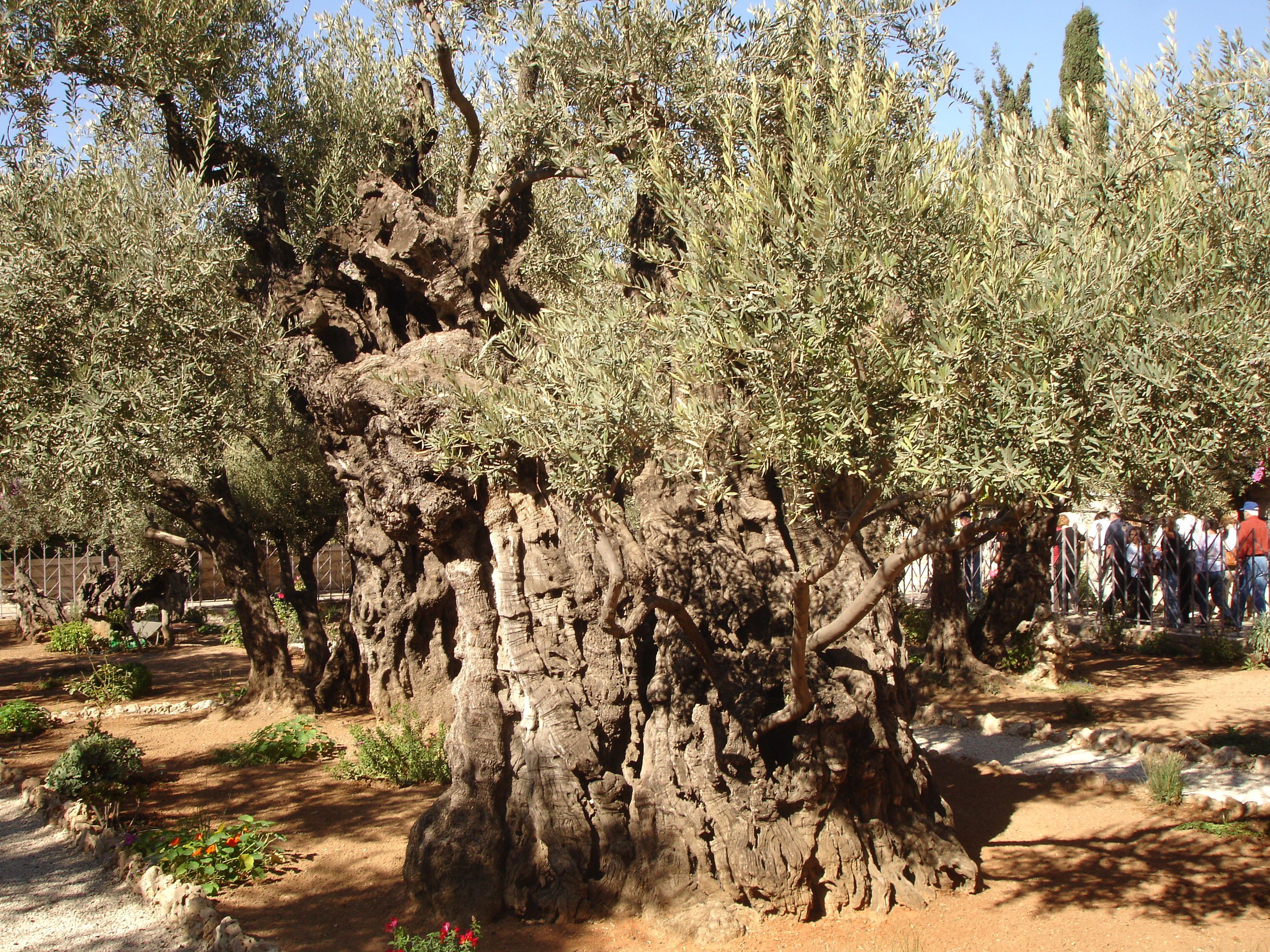
Давні оливкові дерева Гетсиманського саду, 2007

## Виноски
1. ↑  Гетсиманський сад на www.krugosvet.ru [Архівовано 9 січня 2009 у Wayback Machine.](рос.)
2. ↑  Монастир у ім'я святої Марії Магдалини в Гетсиманському саду на www.fap.ru [Архівовано 2 жовтня 2018 у Wayback Machine.](рос.)
3. ↑  Израиль. Справочник-путеводитель., Ростов: «Феникс», 2000, стор. 230 (рос.)
4. ↑  Храм Успіння і гроб Богородиці в Гефсиманії на www.pravoslavie.ru. Архів оригіналу за 6 січня 2005. Процитовано 8 травня 2009.